# Polip (zoologija)
Polip je pritrjena življenjska oblika predstavnikov večine skupin ožigalkarjev, ki se razmnožuje nespolno, z brstenjem. Nasprotje je meduza, prostoplavajoča življenjska oblika, ki se razmnožuje spolno.
Telo polipa je cevaste oblike z usti, ki jih obkroža obroč lovk, na vrhu, na spodnjem delu pa je pritrjeno na podlago s strukturo, ki ji pravimo bazalna plošča. Razen te strukture so polipi po splošni zgradbi zelo podobni meduzam. Na lovkah so ožigalke, s katerimi omamijo plen in ga potisnejo proti ustom, polipi nekaterih vrst pa se prehranjujejo s filtriranjem organskega materiala iz vode in imajo ožigalke zgolj obrambno vlogo. Večinoma so milimetrskih velikosti.
Polipi nekaterih trdoživnjakov in koralnjakov so kolonijski; ob brstenju ostanejo osebki zraščeni in se obdajo s skupnim trdnim ovojem iz kalcijevega karbonata, ki podpira kolonijo. Zraščeni so v tolikšni meri, da si delijo skupno telesno votlino, ki se torej razteza med vsemi člani kolonije. Pri nekaterih trdoživnjakih je opazna delna specializacija: polipi z obrambno vlogo imajo številčnejše ožigalke in manj razvito prebavno votlino. Koralnjaki so znani predvsem po predstavnikih, ki tvorijo velike trdne kolonije (korale), ki lahko z odmiranjem in nalaganjem tvorijo obsežne koralne grebene v toplejših morjih.
Pri večini ožigalkarjev se tekom življenjskega kroga izmenjata obe obliki. Oplojeno jajčece se razvije v ličinko, ki se pritrdi kot polip in nespolno tvori nove polipe, ob ustreznih razmerah pa prične tvoriti meduze. Te prosto plavajo okrog in ko dosežejo spolno zrelost, pričnejo izločati spolne celice (jajčeca in semenčice). Krog se tako zaključi. Pri različnih skupinah ožigalkarjev pa je z evolucijo prišlo do sprememb v življenjskem krogu, odvisno od pogojev v okolju in strategije preživetja. Koralnjaki živijo samo kot polipi, ki imajo bolj zapleteno telesno zgradbo od polipov drugih skupin in se tudi razmnožujejo spolno. Pri trdoživnjakih polipi močno prevladujejo in pri nekaterih so meduze v celoti odsotne, v nasprotju z njimi pa so pri klobučnjakih polipi manj opazni in meduze močno prevladujejo, tako po velikosti kot po dolgoživosti. Polipi kubomeduz ne brstijo, temveč se neposredno preobrazijo v meduze. Posebnost so pecljati klobučnjaki, ki živijo samo kot meduze, vendar so te pritrjene.